# 1902 en Lorraine
Chronologie de la Lorraine
- 1898
- 1899
- 1900
- 1901
- 1902
- 1903
- 1904
- 1905
- 1906

Cette page est une liste d'événements qui se sont produits durant l'année 1902 en Lorraine.

## Événements

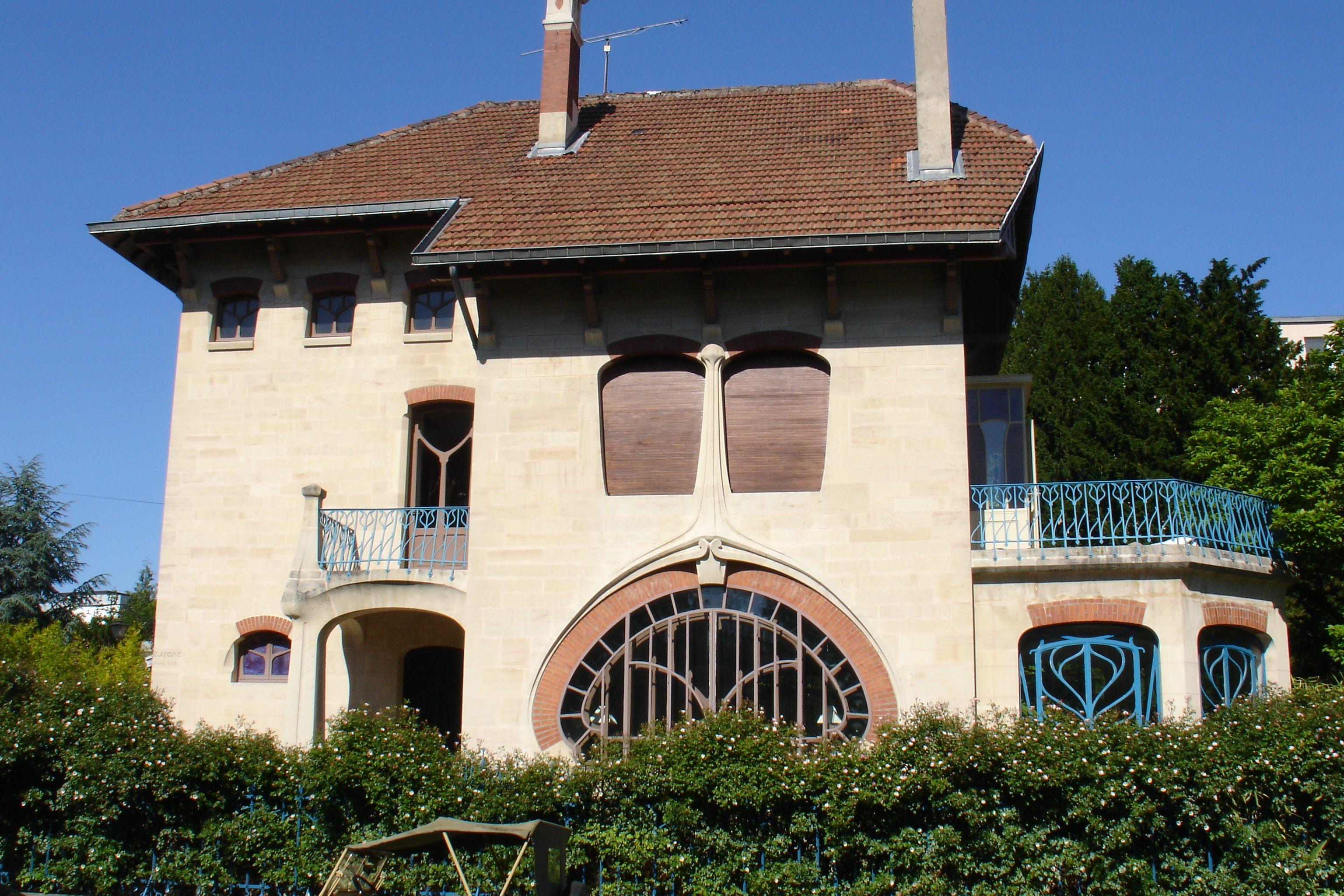
Villa Les Glycines.

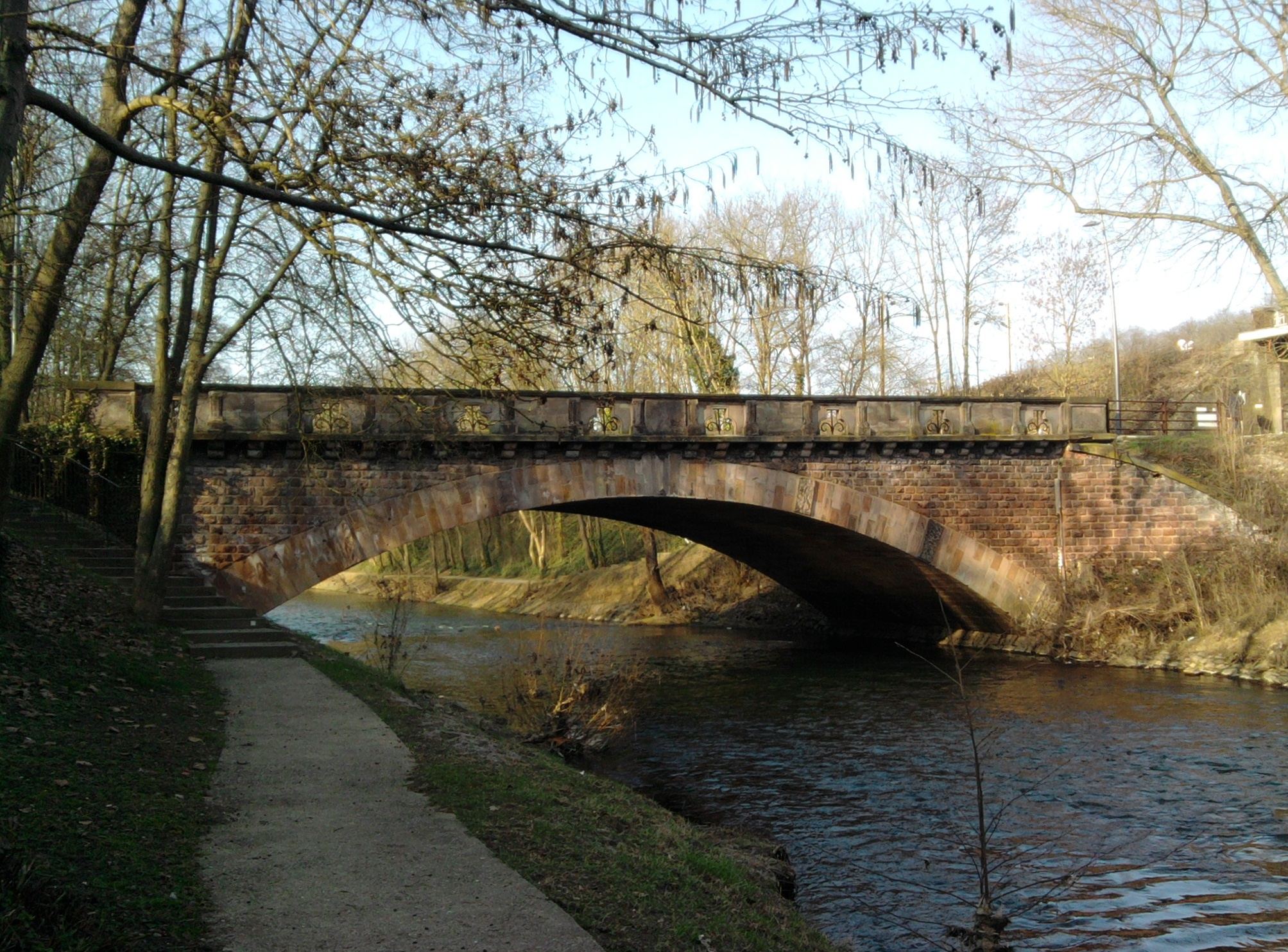
Le pont Sainte-Barbe à Metz construit en 1902.

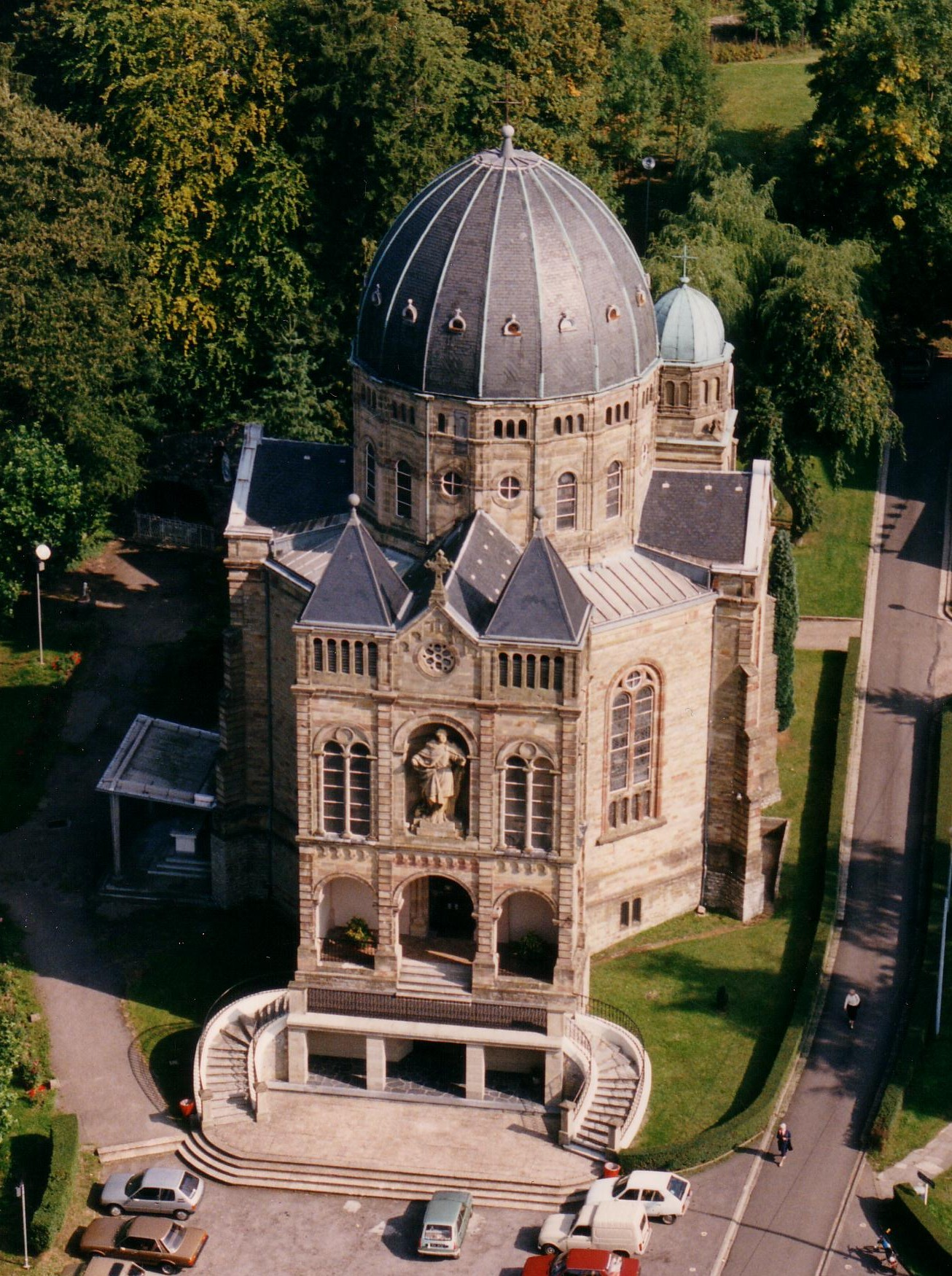
La basilique Notre Dame de Bonsecours de Saint-Avold construite en 1902.

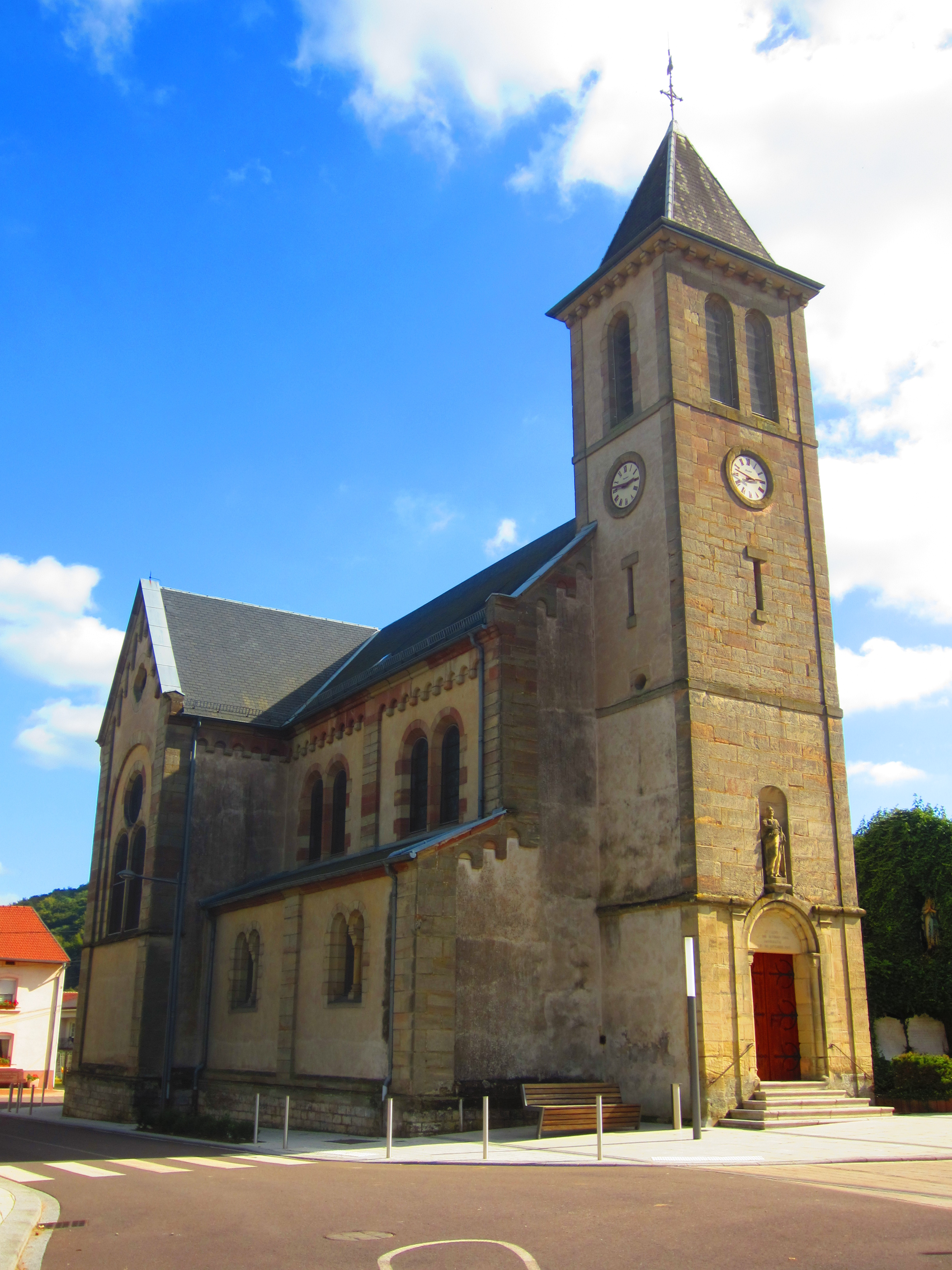
Église Saint-Pierre de Dalem construite en 1902.

- Les fouilles allemandes de 1902-1903 ont montré l'élévation de l'amphithéâtre de Metz encore conservée jusqu'à 3,50 m au centre de l'arène[1]
- Construction de la Villa Les Glycines, de style École de Nancy située au 5 rue des Brice, dans le parc de Saurupt à Nancy. Elle a été construite à partir de 1902 pour un négociant en vin, Charles Fernbach, par l'architecte Émile André[2]
- Ouvertures de la Mine d'Hettange-Grande et de la Mine de Moutiers[3].
- Achèvement de la villa Majorelle, maison de maître, construite de 1901 à 1902, située à Nancy, dans le style École de Nancy. C'est une pièce maîtresse de l'architecture, typique de l'Art nouveau français.
- Alfred Pellon, avec le peintre alsacien Edmond Rinckenbach, lance la revue Jung-Lothringen[4]. Avec le peintre Beecke, Alfred Pellon crée l'Association des Artistes lorrains, exposant à Francfort, Leipzig, Baden-Baden, mais aussi en France, à Nancy.
- La société Petitcollin développe un procédé de moulage pour le celluloïd qui présente l'avantage d'obtenir directement des reliefs polis[5].

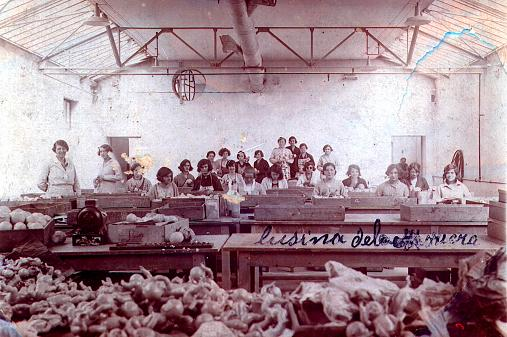
Usine Petitcollin.

- Émile Gallé participe à l'exposition des Arts Décoratifs de Turin. Couvert d'honneurs et de gloire, il devient membre de la Société nationale des beaux-arts de Paris et de plusieurs sociétés savantes. Il dessine à la demande d'Henri Gallice, alors directeur de la maison de champagne Perrier-Jouët, une bouteille ornée d'anémones blanches évoquant le cépage chardonnay.
- Émile Coué, créateur de la théorie de l'Autosuggestion s'installe à Nancy. Ses consultations sont gratuites, l'affluence est forte[6].

- 1 février : ouragan à Senones[7]
- Avril : sont élus députés de Meurthe-et-Moselle : Jules Corrard des Essarts inscrit au groupe de l'Action libérale, siégeant jusqu'en 1906; Fery de Ludre, Maire de Richardménil, élu député de Nancy au premier tour, avec l'étiquette de « républicain libéral » ; Albert Lebrun; Jules Brice décédé en 1905, remplacé par Louis Marin (homme politique); Ludovic Gervaize et Gustave Chapuis.
- Avril : sont élus députés de la Meuse : Albert de Benoist, réélu à Montmédy; Raymond Poincaré élu sénateur en 1903, remplacé par Auguste Grosdidier; Paul Henry Ferrette et Léonce Rousset
- Avril : sont élus député des Vosges  :  Prosper Ancel-Seitz de 1902 à 1906; Edmond Gérard, élu jusqu'en 1906, ne siégeant dans aucun groupe mais votant le plus souvent avec la droite; Léon Gautier siégeant jusqu'en 1906, au groupe des progressistes; Jules Méline élu sénateur en 1903, remplacé par Maurice Flayelle; Thierry Comte d'Alsace; Camille Krantz et Henry Boucher.
- 11 mai, Alsace-Moselle : Guillaume II supprime le paragraphe de la dictature.
- 16 août : inauguration du musée militaire Faller construit à Mars-le-Tour d'après les plans de Louis Lanternier, architecte nancéien à qui l'on doit notamment Nancy-Thermal, le musée fut inauguré et béni par Monseigneur Charles-François Turinaz, évêque de Nancy et de Toul.

## Naissances
- à Nancy : Jean Friess, mort fusillé le 23 mai 1944 à Ludwigsbourg, est un résistant français.
- 3 janvier à Yutz : Annelise Reichmann, décédée à Bingen am Rhein en 2000, artiste et illustratrice allemande[8] du XXe siècle.
- 13 janvier à Plainfaing dans les Vosges : Raymond Ruyer (décédé à Nancy en 1987), philosophe français du XXe siècle. Formé à l'École normale supérieure de la rue d'Ulm, ce montagnard vosgien, tôt orphelin de père, est devenu, à son retour de guerre et de captivité, professeur de philosophie à l'université de Nancy. Son œuvre traite des sciences : la physique quantique, la biologie, la psychologie et la cybernétique principalement, à partir desquelles il édifie un système de métaphysique finaliste qu'il retravaille tout au long de sa vie. Ruyer s'est également intéressé à la gnose et aux phénomènes « métapsychiques ».
- 18 janvier à Millery : Charles Courrier, mort le 14 décembre 1977 à Nogent-sur-Seine (Aube), homme politique français.
- 31 janvier à Varennes-en-Argonne : Léon Mauvais, mort le 10 janvier 1980 à Nice[9], syndicaliste et homme politique français. Il fut un haut responsable du Parti communiste français et un des dirigeants de la CGT. Élu au Conseil municipal de Paris en 1935, puis réélu en 1945, il a siégé au Conseil de la République, élu du département de la Seine, de 1946 à 1948.
- 4 février à Nancy : Jean Friess, mort fusillé le 23 mai 1944 à Louisbourg[10], résistant français.
- 5 février à Nancy : Robert Guédon, dit « Robert », alias « capitaine Robert », « Normand », « Besson », et mort à Bromont (Québec), le 11 mai 1978, est un résistant français, et l'un des fondateurs de la Résistance en zone occupée durant la Seconde Guerre mondiale.
- 20 février à Lunéville : André Georges, mort le 9 août 1963 à Lyon, alpiniste et sauveteur de haute montagne français. Il a également été un des membres éminents du Club alpin français dans les années 1930 à 1950, et dont il a assumé à plusieurs reprises la vice-présidence.
- 27 février à Épinal : Paul Viard, mort le 26 mars 1984 à Neuilly-sur-Seine[11], historien du droit et homme politique français.
- 15 mars à Chenières : Modeste Vonner, mort le 30 novembre 1982 à Perpignan[12], aviateur français, pilote militaire et pilote d'essai.
- 19 mars à Malzéville : Charles Clavel, décédé le 6 novembre 1992 à Varangéville,  résistant avec le grade de lieutenant des FFI de Lorraine. Il a été maire de Varangéville et a occupé plusieurs fonctions d'administrateur dans le social et le politique.
- 28 mars à Saint-Mihiel : Jacques Le Roy Ladurie, mort le 6 juin 1988 à Caen[13], syndicaliste agricole, militant et théoricien du catholicisme social français.
- 31 mars à Lunéville : Georges Cusin, mort le 15 février 1964 à Paris 14e, acteur français.
- 14 juin à Barst : Justin Pennerath, mort le 25 novembre 1944 à Gaggenau, prêtre et résistant français abattu sommairement par les Allemands pendant la Seconde Guerre mondiale.
- 16 juin à Vrécourt : Pierre-Élie Jacquot, mort le 29 juin 1984 dans la même ville, général d'armée et résistant français, grand-croix de la Légion d'honneur.
- 15 juillet à Monthureux-sur-Saône : Henri Poincelot, mort le 24 décembre 1980 à Vittel, personnalité politique française, conseiller de la République de 1946 à 1948 (sénateur sous la IVe République).
- 21 juillet à Lunéville : Georges Wambst, dit Le Frelon[14], coureur cycliste français, mort le 1er août 1988 à Antibes. Champion olympique de la course par équipes aux Jeux olympiques d'été de 1924, il remporte également deux titres de champion de France de demi-fond en 1935 et 1940.
- 10 août à Fontoy : Marthe Alice Colleye[15] et morte le 14 décembre 1990 à Vaison-la-Romaine[16], artiste peintre française.
- 24 août à Luméville-en-Ornois (Meuse) : Fernand Paul Achille Braudel, mort le 27 novembre 1985 à Cluses (Haute-Savoie), est un historien français[17].
- 26 octobre à Lunéville : Gaston Goor, décédé au  Thoronet le 13 décembre 1977)[18], peintre, illustrateur et sculpteur français dont l’œuvre, très orienté sur des thèmes pédérastiques ou homosexuels, est resté relativement confidentiel.
- 30 octobre à Verdun : Jean de La Cour[19], mort le 2 mars 1991 en Grèce, acteur, réalisateur et producteur de cinéma français.
- 4 décembre à Metz : Maurice Bayen, mort le 20 avril 1974, physicien français. Il a été notamment recteur de l’Académie de Clermont-Ferrand (1950-1954), directeur du Palais de la Découverte (1960-1964) et recteur de l'université de Strasbourg.

## Décès
- 2 juin à Nancy : Jules Yves Antoine Duvaux, né le 21 mai 1827 à Nancy (Meurthe-et-Moselle), homme politique français de la IIIe République.
- 21 août à Nancy : Louis Gugumus, né le 25 avril 1846 à Mutzig, fils de Ignace Gugumus, tailleur de pierre, et Madeleine Girolt, ancien employé de l'entreprise d'horlogerie Ungerer à Strasbourg, et ayant fondé sa propre entreprise d'horloges de clocher dans les années 1860.
- 3 décembre à Nancy : Charles Gallé (né le 19 avril 1818 à P&aris), maître verrier français du XIXe siècle. Il est le père d'Émile Gallé, fondateur de l’École de Nancy.
- 24 décembre à Verdun : Jean Buvignier (né le 1er janvier 1823 à Verdun dans la Meuse ) homme politique français.

### Sources
- Albert Ronsin, « Edmond-Louis Gérard », in Les Vosgiens célèbres. Dictionnaire biographique illustré, Éditions Gérard Louis, Vagney, 1990, p. 164  (ISBN 2-907016-09-1)